# Cantón de Aups
El cantón de Aups era una división administrativa francesa, que estaba situada en el departamento de Var y la región de Provenza-Alpes-Costa Azul.

## Composición
El cantón estaba formado por seis comunas:
- Aiguines
- Aups
- Baudinard-sur-Verdon
- Bauduen
- Les Salles-sur-Verdon
- Vérignon

## Supresión del cantón de Aups
En aplicación del Decreto nº 2014-270 de 27 de febrero de 2014, el cantón de Aups fue suprimido el 22 de marzo de 2015 y sus 6 comunas pasaron a formar parte del nuevo cantón de Flayosc.